# Arne Petersen
Arne Kohave Petersen (* 2. April 1913 in Lintrup Sogn; † 28. Dezember 1990 in Falköping) war ein dänischer Radrennfahrer.

## Sportliche Laufbahn
Petersen war im Straßenradsport aktiv. Bei den Olympischen Sommerspielen 1936 in Berlin wurde er im olympischen Straßenrennen beim Sieg von Robert Charpentier auf dem 16. Rang klassiert. Die dänische Mannschaft kam nicht in die Mannschaftswertung. Im Rennen der Amateure bei den Straßenradsport-Weltmeisterschaften 1936 wurde er 25. In der nationalen Meisterschaft im Straßenrennen 1936 kam er hinter Frode Sørensen auf den 2. Platz, ebenso in der Sjælland Rundt 1932.
Von 1937 bis 1944 war er Unabhängiger und Berufsfahrer. In den Profirennen der Straßenradsport-Weltmeisterschaften 1937 und 1938 kam er nicht ins Ziel. In der Internationalen Deutschland-Rundfahrt 1937, die er für das Team Belgien/Dänemark bestritt, wurde er 20. In der Internationalen Deutschland-Rundfahrt 1938 wurde er Sechster. Er startete dort für das deutsche Radsportteam Victoria. 1939 kam er auf den 8. Platz der Großdeutschlandfahrt.